# Kościół Świętego Mikołaja w Pradze (Malá Strana)
Kościół Świętego Mikołaja (cz. Kostel svatého Mikuláše, pot. chrám svatého Mikuláše) – zabytkowy kościół w Pradze w dzielnicy Malá Strana, na Rynku Małostrańskim.

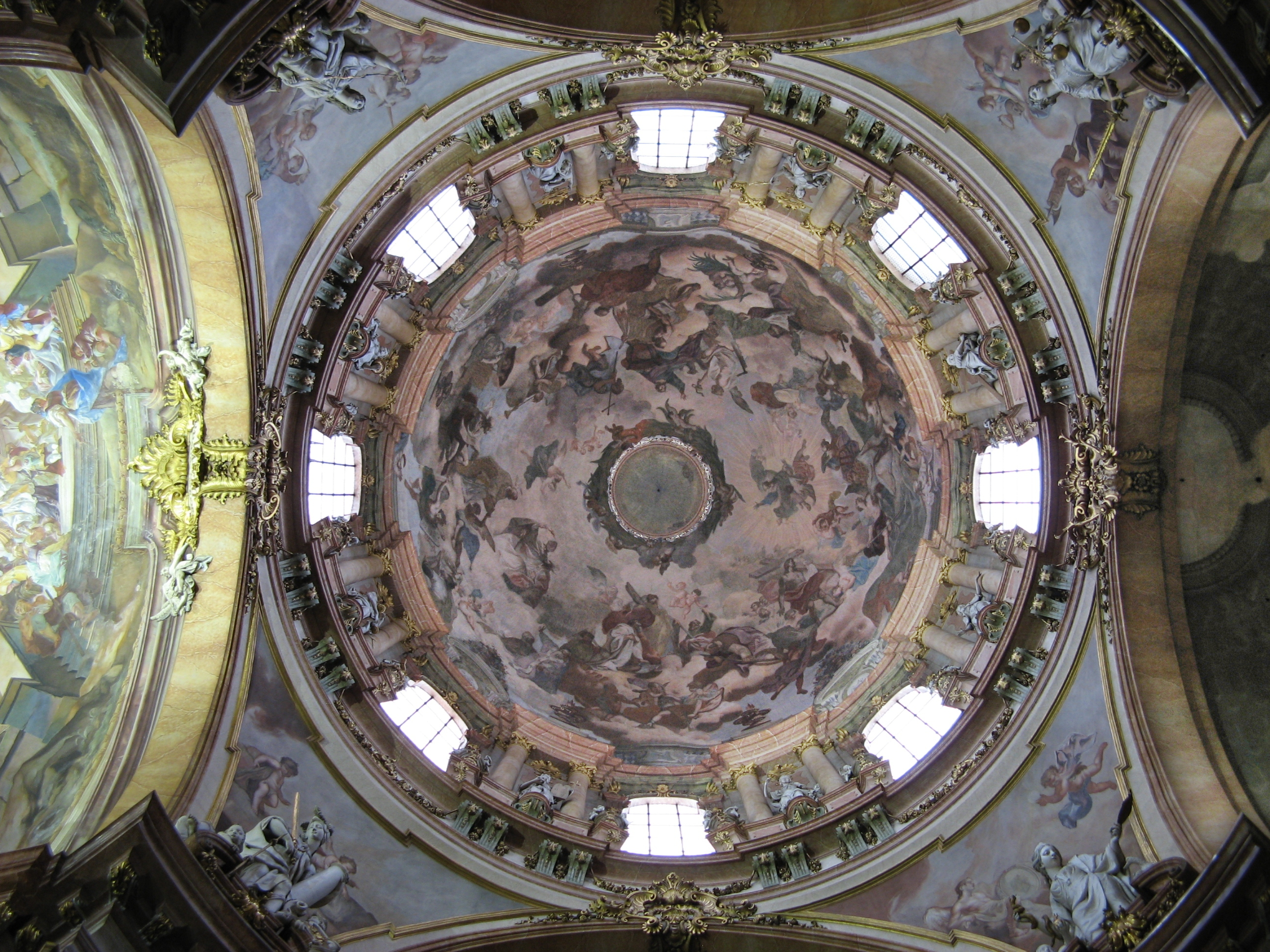
Malowidła na podniebiu kopuły

Pierwotny kościół św. Mikołaja powstał w tym miejscu jeszcze w XIII w. – był to wówczas kościół farny lokowanego tu miasta Malá Strana (wówczas noszącego nazwę Nowe Miasto), został poświęcony w 1283. Pod koniec XVI w. zaczęli starać się o jego przejęcie jezuici - starania te zostały uwieńczone sukcesem w 1625. Zakonnicy wykupili sąsiednie domy, budując na ich miejscu kompleks klasztorny.
Stary gotycki kościół istniał jeszcze do 1737, podczas gdy obok pod kierownictwem m.in. Giovanniego Orsiego i Francesco Lurago, ale przede wszystkim architektów z rodu Dientzenhoferów stawiano nową świątynię barokową. Powstał potężny jednonawowy kościół, z bocznymi kaplicami, zwieńczony widoczną z dala potężną kopułą (o średnicy 17 m). Ostatecznie prace zakończył Anselmo Lurago dopiero w 1755, wtedy też świątynia uzyskała swój wystrój wewnętrzny z imponującymi freskami - w nawie głównej przedstawiającym życie i cuda patrona, a we wnętrzu kopuły - św. Trójcę. Z 1746 pochodzą organy, a dzięki swej akustyce kościół dziś jest częstym miejscem koncertów (tradycja ta sięga XVIII w., wówczas grał tu np. Wolfgang Amadeus Mozart).
W 1773 zakon jezuitów został skasowany, a do kościoła św. Mikołaja na powrót przeniesiono siedzibę parafii małostrańskiej.

## Galeria obrazów

Kościół Świętego Mikołaja (Malá Strana) - Kostel svatého Mikuláše
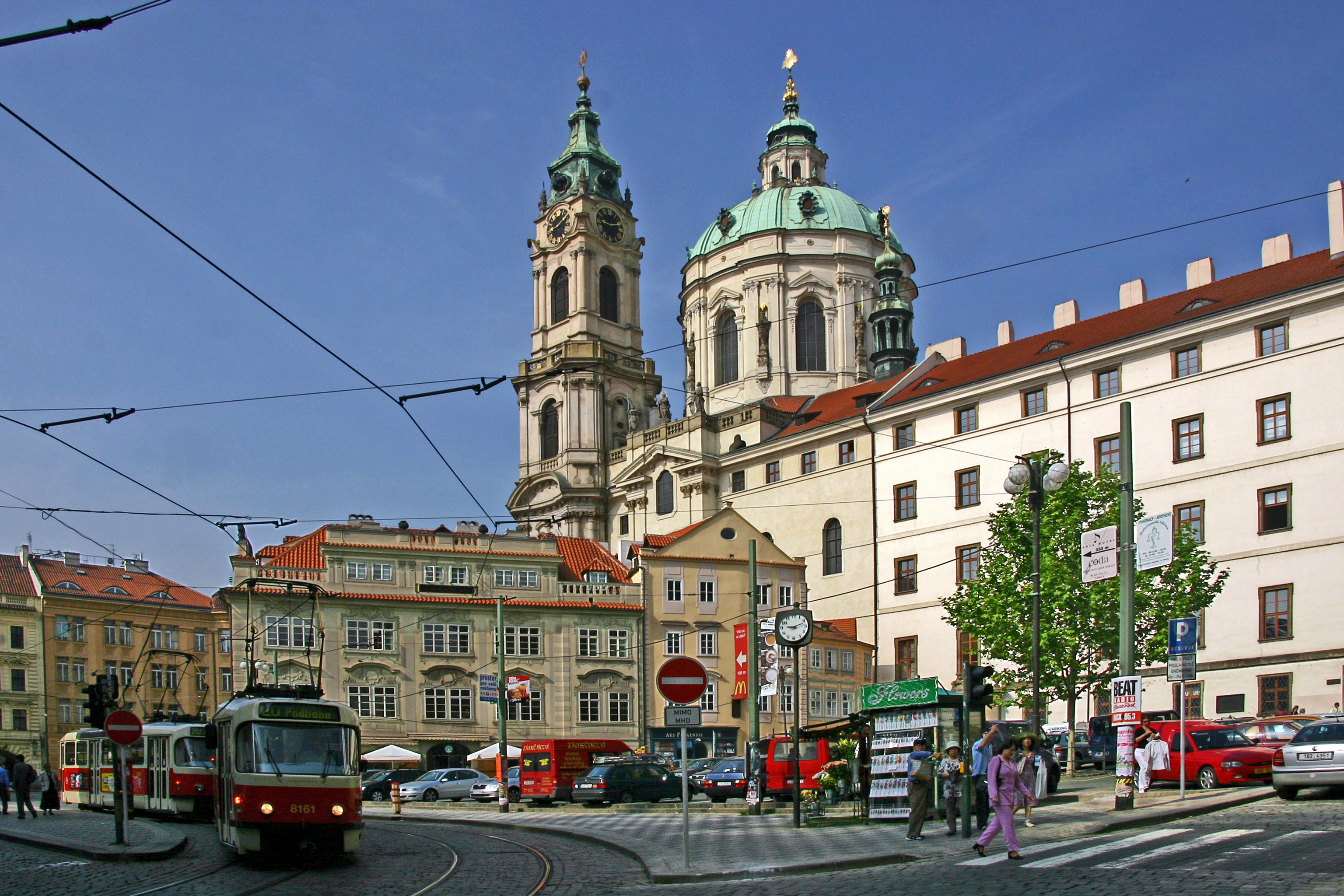
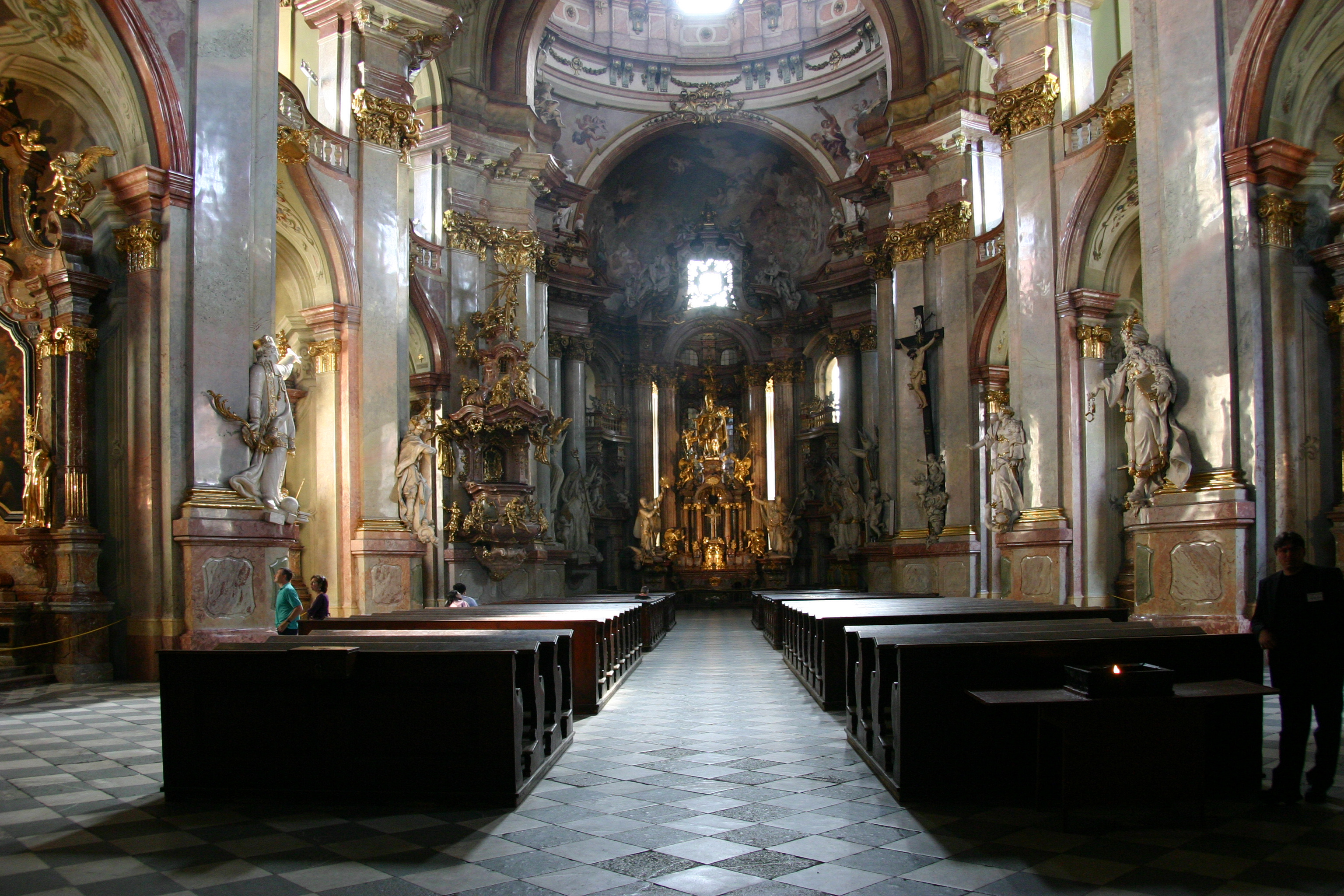
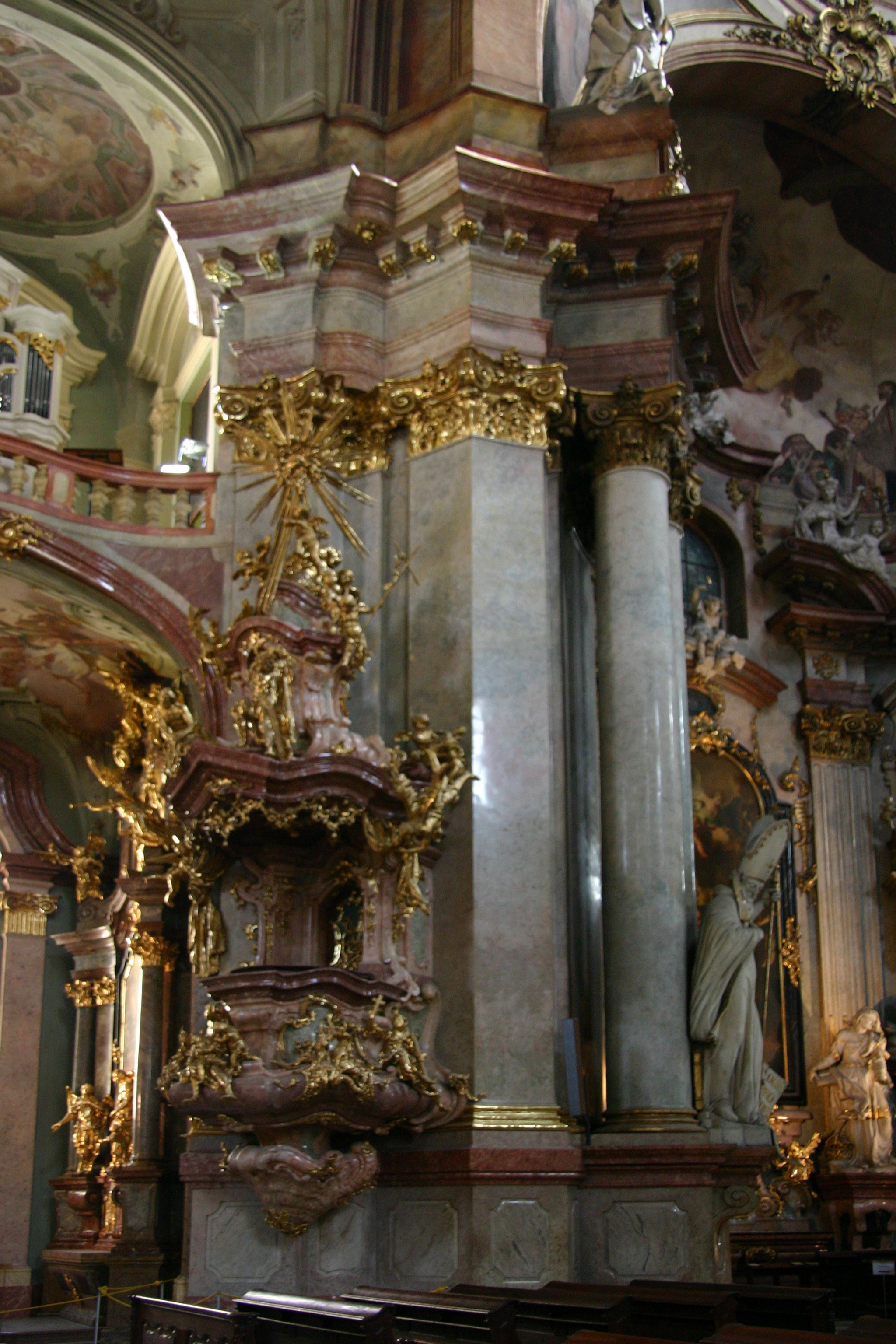
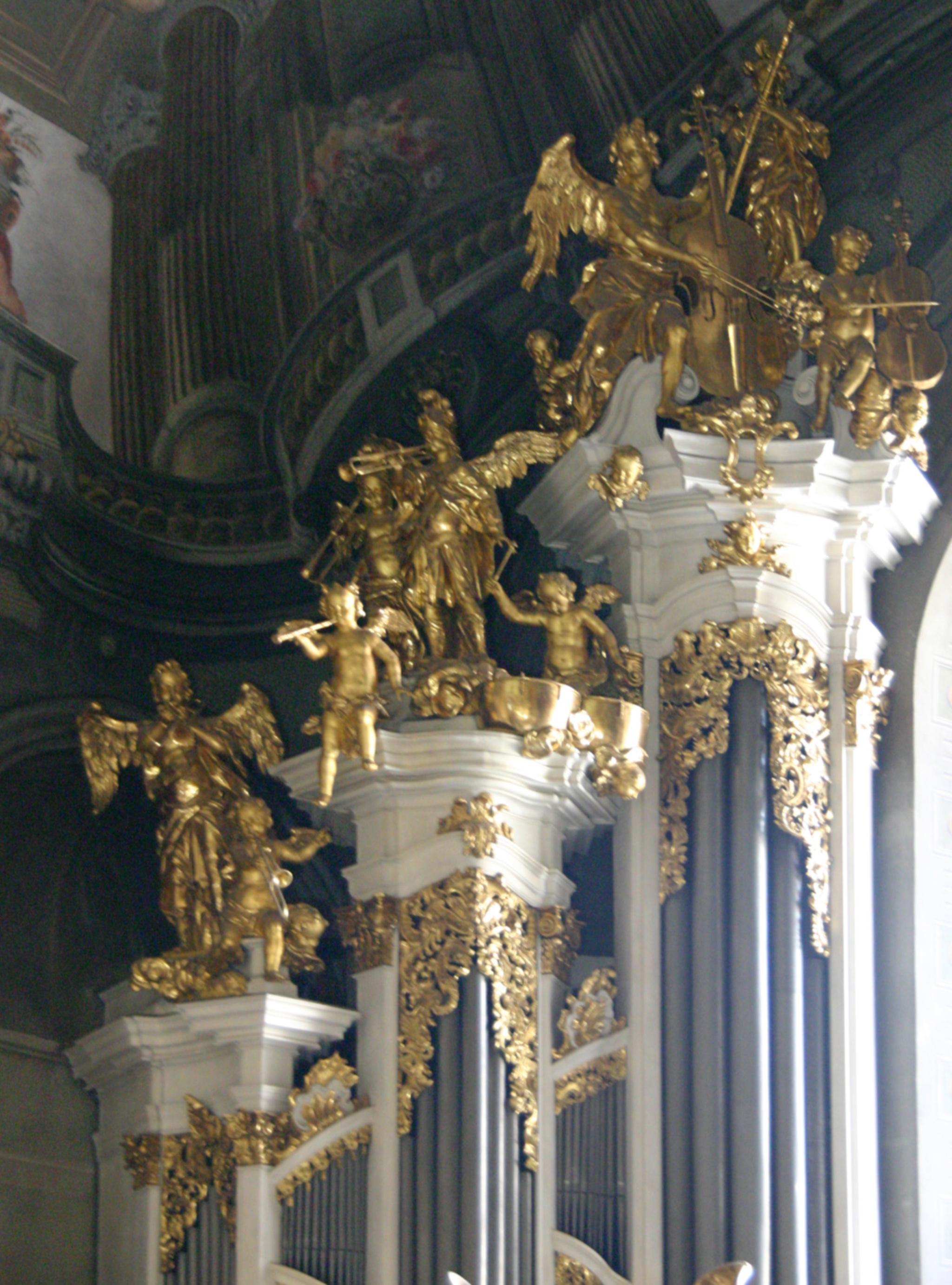
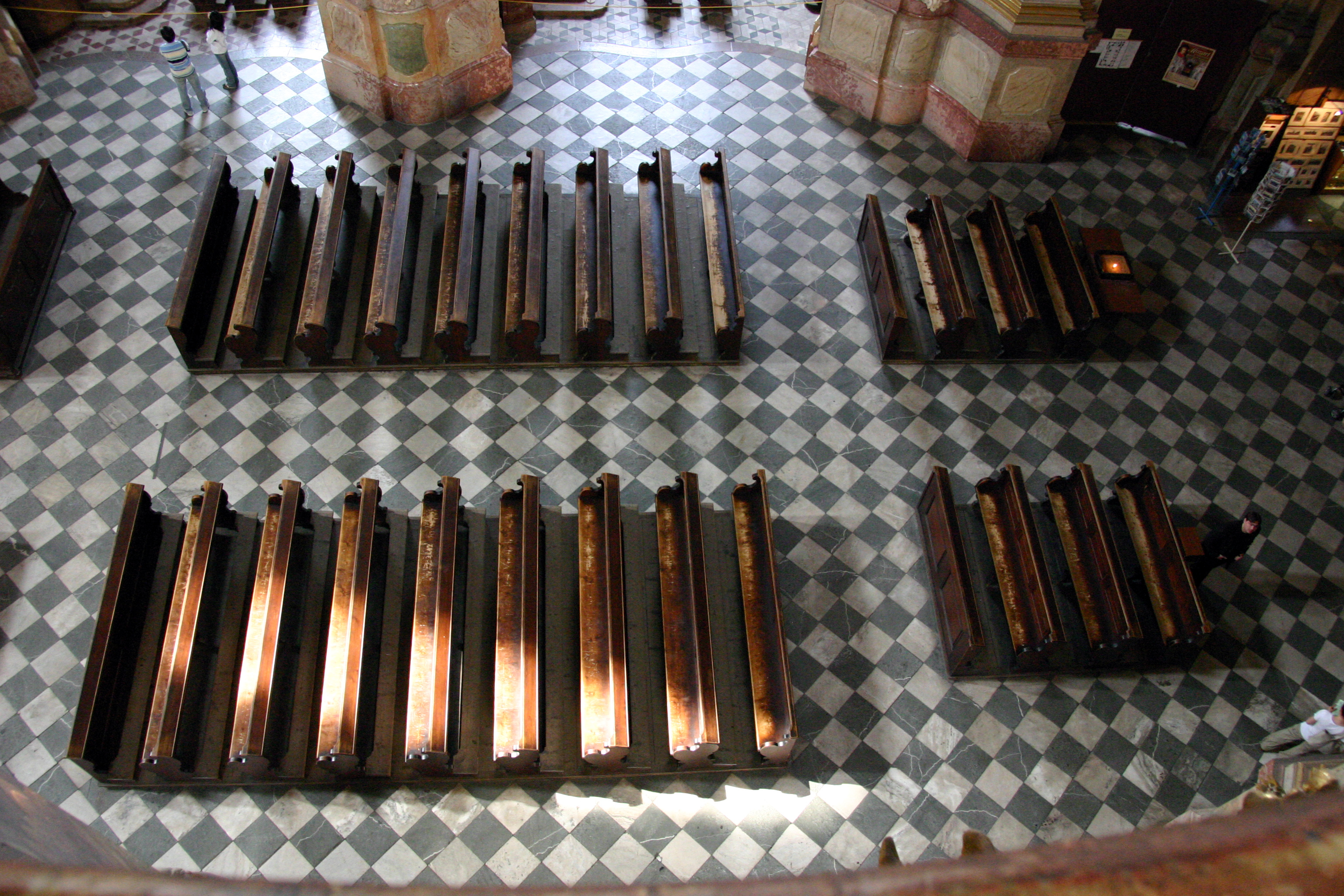
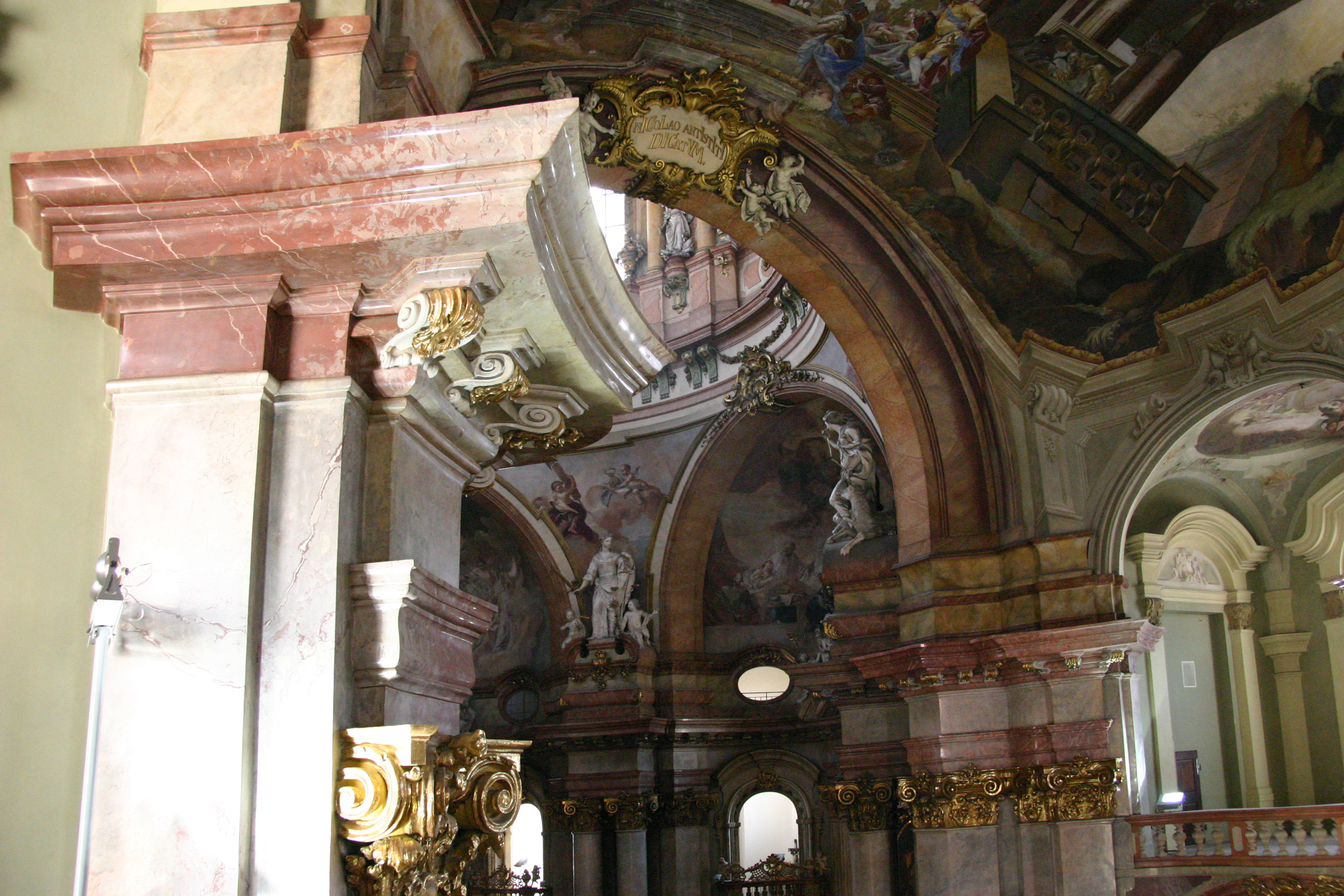
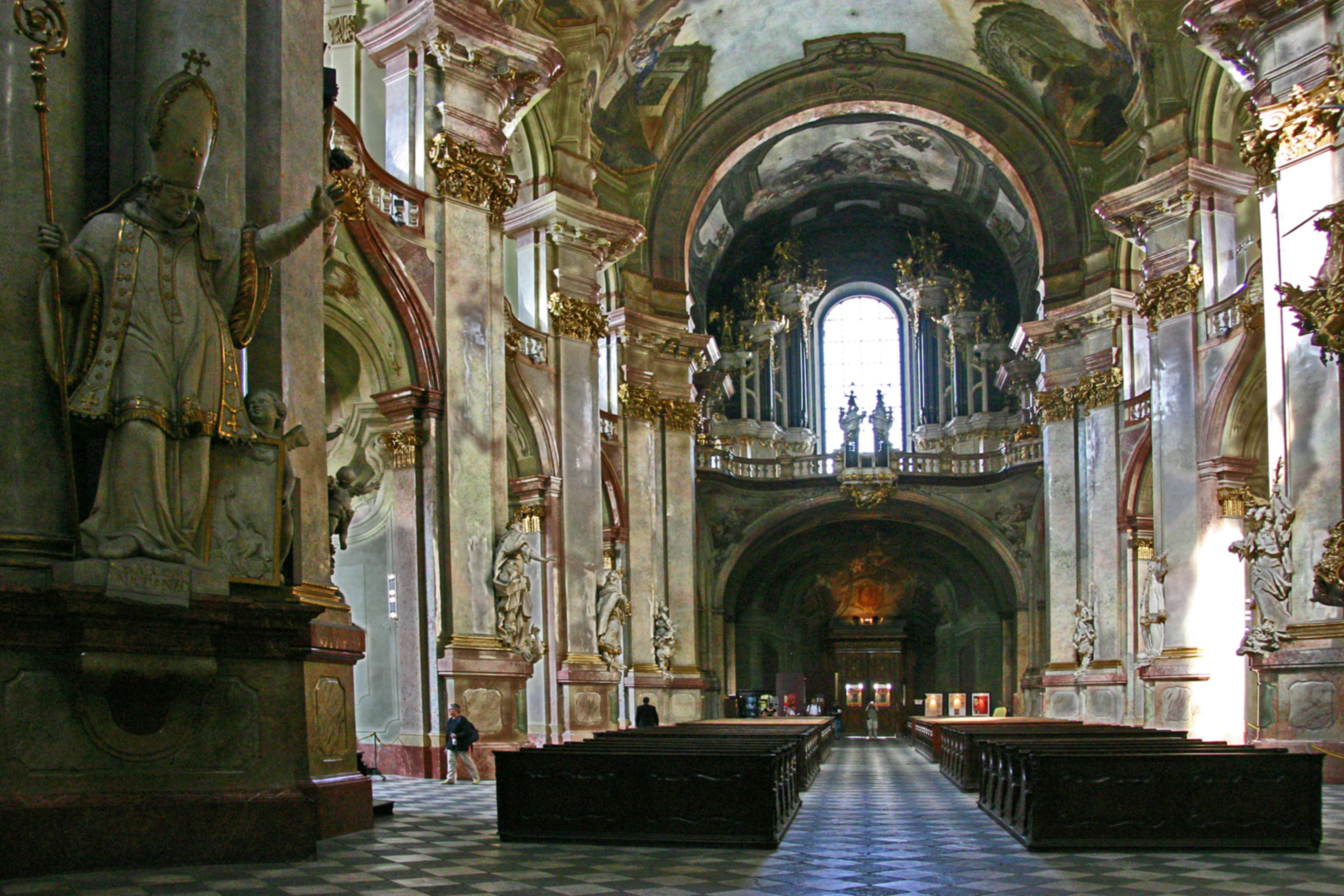